# Mirko Musil
Miroslav Musil, známější jako Mirko Musil (26. srpna 1924 Praha – 14. června 1999 Praha), byl český herec.

## Život
Pocházel z umělecky založené rodiny. Jeho otec byl sice lékař, ale zpíval v operetě, jeho matka byla rovněž zpěvačka. Divadlo hrál ochotnicky už od dětství. Po vzoru svého otce chtěl být lékařem, ale jeho studia medicíny přerušila druhá světová válka, kdy nacisté uzavřeli české vysoké školy. Proto započal studia herectví na Pražské konzervatoři, kterou ale nacisté posléze také uzavřeli. Konzervatoř dokončil až po válce v roce 1948. Své první krátké angažmá absolvoval ve smíchovském Realistickém divadle, od roku 1950 až do roku 1990 byl po čtyřicet let členem Městských divadel pražských.
Jednalo se o výrazného herce vedlejší a epizodních rolí na divadle, ve filmu i v televizi, který se dobře uplatnil i jako dabingový herec.
Nezapomenutelným způsobem nadaboval Strýčka Skrblíka v seriálu Kačeří příběhy, který pocházel z dílny světoznámého Walta Disneyho. Strýčka Skrblíka daboval čtyři roky, od roku 1991 do roku 1994.

## Divadelní role, výběr
- 1957 František Langer: Obrácení Ferdyše Pištory, Dostál, Divadlo komedie, režie Rudolf Hrušínský
- 1975 Grigorij Gorin: Zapomeňte na Hérostrata!, Divadlo ABC, Městská divadla pražská, překlad Růžena Pochová, režie Ladislav Vymětal, výprava Jan Dušek, premiéra 26. listopadu 1975. Hráli: Náš současník (Jiří Pick), Tissafernés, vladař Efesu (Václav Voska), Klementina, jeho žena (Marie Málková), Kleón, archón basileus (Jan Tříska), Hérostratos (Václav Postránecký ), Chryssipes, lichvář (Miroslav Homola), Erita, kněžka v chrámu bohyně Artemis (Jarmila Smejkalová), žalářník (Jiří Bruder), kameník (Roman Hemala), Hrnčíř Vladimír Salač (herec) a lazebník (Mirko Musil).[1]

## Rozhlasové role
- 1993 Václava Ledvinková: A pak že nejsou hastrmani. Na motivy pohádky Jana Drdy pro rozhlas napsala Václava Ledvinková. Hudba Tomáš Vránek. Dramaturgie Eva Košlerová. Režie Karel Weinlich. Účinkují: Michal Dlouhý, Jiří Langmajer, Vlastimil Brodský, František Němec, Sylva Sequensová, Alois Švehlík, Antonín Molčík, Pavel Pípal, Ladislav Mrkvička, Tereza Duchková, Václav Neckář, Mirko Musil, Antonín Hardt, Gaston Šubert, Pavel Karbusický a Jiřina Inka Šecová.[2]